# 切爾沃內 (梅利托波爾區)
46°30′55″N 35°0′46″E / 46.51528°N 35.01278°E
切爾沃內（烏克蘭語：Червоне）是位於烏克蘭東南部的村莊，由扎波羅熱州梅利托波爾區的亞基米夫卡市鎮負責管轄。該村面積0.37平方公里，海拔高度15米，2001年人口135，人口密度每平方公里364.9人。